# Exorcism Breathe
『Exorcism Breathe』（エクソシズムブリーズ）は、TMSによって運営されていたWindows用のオンラインゲーム。フリーゲームとして公開されていたアクションRPGである。本作はファンタジー作品であり、舞台となる街では3種の「信仰派閥」が存在し争っているという設定であった。キャラクターの操作はマウスによって行われるが、ジョイパッドにも対応していた。

## 概要
ゲームサーバーによってプレイヤーキャラクターのデータが管理され、プレイヤーがゲームを開始する際にデータをダウンロードするシステムになっていた。他のプレイヤーとのチャットやアイテム交換のほか、リアルタイム通信モードによる対戦も可能なオンラインゲームでありながら、ゲームそのものはオフラインモードでもプレイすることができた。
窓の杜のコーナー「週末ゲーム」では「これといったゲームエンドが設定されておらず、敵と戦う、レベルを上げる、希少アイテムを集める、釣りや木こりをして生計を立てるなどさまざまな楽しみ方ができる点」がユニークであると評されている。なお、本作ではキャラクターが持つそれぞれのスキルに対して、レベルアップの際に得た「フォース」のポイントを振り分けて強化するシステムが採用されていた。
2003年のFREE GAME AWARDSでは読者投票によって準グランプリを受賞しており、「ネットワークRPG」である本作が入賞したことについて「時代を反映している」と評された。また、TMSの主宰者であるエムは、本作について「プレイヤーの人間性等のこちらから作れない部分」において苦労していると述べていた。